# حجره نص
حجره نص (به عربی: حجرة النص) یک شهرداری در الجزایر است که در استان تیپازه واقع شده‌است.